# Maria Pia de Borbó-Dues Sicílies (1878-1973)
Maria Pía de Borbó-Dues Sicílies (Canes, 12 d'agost de 1878- Mandelieu-la-Napoule, 20 de juny de 1973), va ser una princesa de les Dues Sicílies i princesa consort del Brasil, per matrimoni.
La princesa María Pía era filla del príncep Alfons de Borbó-Dues Sicílies, Conde de Caserta i de la princesa Maria Antonieta de Borbó-Dues Sicílies. Per via paterna va ser néta del rei Ferran II de les Dues Sicílies i de l'arxiduquessa Maria Teresa d'Àustria-Teschen, mentre que per via materna ho va ser del príncep Francesc de les Dues Sicílies i de l'arxiduquessa Maria Isabel d'Àustria-Toscana.